# Uma Brasileira
"Uma Brasileira" é uma canção de Os Paralamas do Sucesso, que conta com a participação de Djavan, presente no álbum Vamo Batê Lata de 1995. Foi composta por Herbert Viana e Carlinhos Brown.

## Prêmios e indicações
| Ano  | Prêmio                 | Categoria             | Resultado | Ref.  |
| ---- | ---------------------- | --------------------- | --------- | ----- |
| 1995 | MTV Video Music Brasil | Videoclipe do Ano     | Indicado  | [ 3 ] |
| 1995 | MTV Video Music Brasil | Escolha da Audiência  | Venceu    | [ 3 ] |
| 1995 | MTV Video Music Brasil | Videoclipe de Pop     | Venceu    | [ 3 ] |
| 1995 | MTV Video Music Brasil | Direção em Videoclipe | Indicado  | [ 3 ] |

## Paradas
| Paradas (1996) | Peak position |
| -------------- | ------------- |
| Peru (UPI)     | 6             |

## Vendas e certificações
| Região                                                        | Certificação | Vendas  |
| ------------------------------------------------------------- | ------------ | ------- |
| Brasil (Pro-Música Brasil)                                    | Ouro         | 50,000‡ |
| ‡vendas+valores de streaming baseados somente na certificação |              |         |